# MZ-2861
MZ-2861（エムゼットにいはちろくいち）は、シャープのMZシリーズに属する1987年に発売された16ビットパーソナルコンピュータである。旧機種の資産を活用できるようMZ-2500モードを持っており、その場合は8ビットマシンとして動作する。ニックネームは、MZ書院。同社が発売していたワープロの書院と互換性を持つワードプロセッサアプリケーションを標準添付していた事による。独自アーキテクチャを持つMZシリーズ全体の最終機種でもある。

## 概要
80286専用に設計されたパーソナルコンピュータ
他の8086機からの拡張として設計されたコンピュータと異なり、80286専用に全く新しく設計されたパーソナルコンピュータであった。そのため、80286で拡張された割り込み機能や、80286のプロテクトモードを効果的に使用する事が可能であり、DMACも20ビット、16MBの領域をカバーし、80286を使用したパーソナルコンピュータとして、当時としては比較的洗練された設計を持つ機種であった。
それはMZとして新規開発された独自性も持つものではあったが、その側面は広告や、雑誌記事などで周知されることは無く、後述の広告で前面に押し出された内容をもって受け止められ、従来のユーザもまたXシリーズを始めとする別機種へ移行していくことになる。
書院、98エミュレータの同梱
広告でアピールされたのはワープロ専用機由来の書院の添付による文書作成と、80286のCPUパワーで8086のPC-9801のエミュレーションを行うソフトウェアの添付であった。
どちらもホビーユーザーには地味であったり、迷走しているように映り、後者にいたっては、同時期にエプソンから発売されたEPSON PCシリーズがハードウェア的な互換性を持っていたため、MZ-2861のアドバンテージにはならなかった。
一太郎、花子、dBASE III等メジャーなアプリケーションに関しては互換性が確保され、動作確認が取られていたものはエミュレータソフトにおいて明示されていたが、特にグラフィックス周りは全て実装されているわけではなく、その処理速度を除外してもPC-9801の代替になるほどの精度と汎用性は持っていなかった。
書院28については同時代における同社のワープロ専用機とほぼ同等の操作性と変換辞書、それを上回る動作スピードを備えており、実用性は高かった。しかし、高品位プリンタや専用ディスプレイを揃えると単機能のワープロ専用機に対して割高であった上、他の実用アプリケーションが揃わなかった為、パソコンならではの利点は充分に示せなかった。なお後年、ワープロ専用機をベースにOADG仕様のパソコンの機能を持たせた書院パソコンがOA事業部から発売されている。
MZ-2500の後継機
MZ-2500モードを持つことで、MZ-2500用のみであるが、旧機種の資産も利用可能になっている。
8Bit側の拡張I/Oポートでは、Z80PIOにリセット信号が無く、*RDが既に*IOQRとの論理がとられ、M1サイクルにウェイトがかかるというタイミングと合わさった仕様によりZ80PIOを利用したボードについてはリセットがかかり続けてしまい正常に動作しないという非互換部分が存在する。
16ビットモードで利用しない8bit側の拡張I/Oスロット等はオプションになっている。
また、アルゴマークは従来の赤からオレンジになった。

## ハードウェア
- モードの切り替えはフロントパネルに設置されたスイッチによって行われる。
- スタイルはMZ-2520を継承するような物になっており、キーボードのレイアウトも継承された。

### 仕様
MZ-2500モードの詳細はMZ-2500のページを参照のこと。
- CPU: 16ビットモード 80286-8 68PinPLCC、別売で80287 / 2500モード Z-80B 6MHz
- RAM:
  - メイン 768KB標準 純正オプションでは、最大2MBまで増設可。[1]
  - GVRAM: 512KB搭載、バンク切り替え及び専用メモリコントローラにてリニアアクセス可能
  - CGRAM: 14KB Text-VRAM及び、PCG(Programmable Character Generator)搭載
- ROM:
  - IPL/IOCS 64KB
  - 漢字フォントROM 256KB - 新JIS第一水準、第二水準
  - 辞書ROM 256KB - ワープロ専用機 書院と同様の仮名漢字変換用辞書を内蔵
  - パレットボード装着時(オプション)4096色中16色表示可能。
- DMAC: NEC μPD71071搭載、16MBリニアアクセス可能
- 音源: YAMAHA YM2203 OPN1基内蔵。(FM音源3ch+SSG音源3ch、各8オクターブ+ノイズ1Ch)
- 表示能力
  - テキスト
    - 80桁×25/20/12行(8色1面)
    - 40桁×25/20/12行(8色2面)

  - グラフィック
    - 16色モードではテキスト/グラフィックスのプライオリティーを設定可。
    - パレットボード装着時は、4096色中16色を選択可。
    - 640×400(16色4面)
    - 640×200(16色8面)
    - 65536色モード時は合成表示時テキスト優先で固定。
    - 640×400(65536色1面)
    - 640×200(65536色2面)
- 電源:AC100V　50/60Hz、消費電力50W
- 使用環境:温度10℃～35℃、湿度　20%～80%(非結露)
- 外形寸法:
  - 本体：幅350x奥行345x高さ130(mm)
  - キーボード：幅410x奥行196x高さ38(mm)
- 重量:
  - 本体：8.1kg
  - キーボード：1.5kg
- 標準価格 328,000円

### 搭載インターフェイス
- プリンター：セントロニクス規格準拠SHARP仕様25ピンD-Subコネクタ×1ポート。
- シリアルポート：RS-232C準拠25ピンD-Sub×1ポート。
- 外部FDD端子 SHARP仕様37ピンD-Sub×1ポート。専用製品は発売されず。
- ジョイスティック：ATARI仕様9ピンD-Sub×2ポート。
- マウス：SHARP仕様8ピンミニDINプラグ×1ポート。
- キーボード：独自仕様独自コネクタ×1ポート。
- CRT:カラー8ピンDIN×1ポート、モノクロ8ピンDIN×1ポート。
- CRT制御端子：SHARP規格8ピンDIN×1ポート。
- MZ-2500互換拡張スロット×2(オプション)。
- PC-9801互換拡張スロット×3。
- NDP増設コネクタ×1。
- 拡張ROMソケット×1(実際には、対応商品は一般には販売されず)。
- VRAM拡張ソケット×1(実際には、V-RAM拡張モジュールは販売されず)。

## 添付ソフトウェア
- MS-DOS Ver.3.1
- BASIC-M28インタープリタ
- ワープロソフト書院「書院28」
- PC-9801エミュレータソフトウェア

## 周辺機器
- MZ-1E30(HDD I/F)
- MZ-1E35(ADPCMボード)
  - Y8950(MSX-AUDIO)を搭載し、ADPCMの録音再生を可能にするボード。
  - MZ-2861用のハードウェアではあるが、8bit側のインターフェイスボードであるため、MZ-2500でも利用可能。
- MZ-1E39(拡張RS-232Cボード)
- MZ-1E43(SCSI I/F)
- MZ-1F23(20MB HDD)
- MZ-1M10(4096色パレットボード)
  - 16色モード時用の内部増設アナログパレットボード。
- MZ-1M12(Intel 80287)
  - 純正オプションとしてのFPU。
- MZ-1R35(1MB増設RAMボード)
- MZ-1R36(MZ-1R35用1MB増設RAMボード)
- MZ-1U09(拡張スロット)
  - MZ-2500互換モード用2スロットの拡張スロット。実際には金属枠と、そこに設置されたスロット、フラットケーブルであり、アイビット電子より、互換品も販売された。
- MZ-1X29(純正マウス)